# Aeroportul Baidoa
Aeroportul Baidoa (IATA: BIB, ICAO: HCMB) este un aeroport din Bay, Somalia, Somalia ce deservește zona Baidoa. A fost numit după zona deservită.
Situat la o altitudine de 460 m, aeroportul dispune de o singură pistă.